# Marco Galli (Schauspieler)

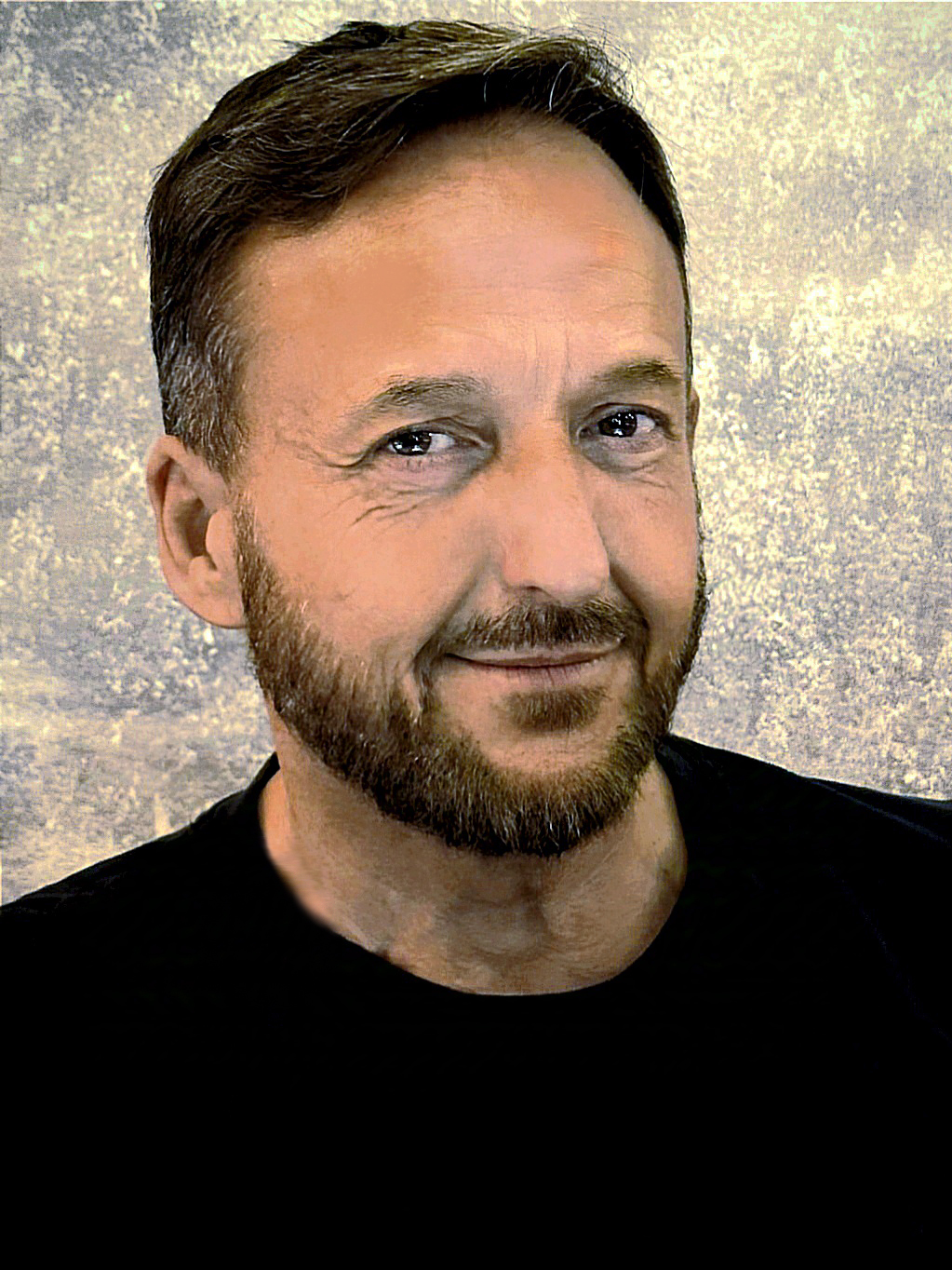
Marco Galli

Marco Galli (* 21. Oktober 1965 in Rom) ist ein italienischer Schauspieler.
1988 begann er eine Ausbildung am  Centro Sperimentale di Cinematografia und schloss 1990 ab. In den 1990er Jahren war er in mehreren Spielfilmen zu sehen.
Im Fernsehen wirkte er bei den Seifenopern Incantesimo und Un posto al sole mit. 1998 wirkte er in einen TV-Werbespot für den Alfa Romeo 146 mit.

## Filmographie (Auswahl)
- 1992: Volevamo essere gli U2
- 1992: Ambrogio
- 1994: Ohne Haut (Senza pelle)
- 1999: Gialloparma